# العلاقات الكاميرونية السورينامية
العلاقات الكاميرونية السورينامية هي العلاقات الثنائية التي تجمع بين الكاميرون وسورينام.

## مقارنة بين البلدين
هذه مقارنة عامة ومرجعية للدولتين:
| وجه المقارنة                                              | الكاميرون                      | سورينام                        |
| --------------------------------------------------------- | ------------------------------ | ------------------------------ |
| المساحة (كم2)                                             | 475.44 ألف                     | 163.27 ألف                     |
| عدد السكان (نسمة)                                         | 24.05 مليون                    | 563.40 ألف                     |
| الكثافة السكانية (ن./كم²)                                 | 50.58                          | 3.45                           |
| العاصمة                                                   | ياوندي                         | باراماريبو                     |
| اللغة الرسمية                                             | لغة فرنسية، لغة إنجليزية       | اللغة الهولندية                |
| العملة                                                    | فرنك وسط أفريقي                | دولار سورينامي، غيلدر سورينامي |
| الناتج المحلي الإجمالي (بليون دولار)                      | 34.80 مليار                    | 3.32 مليار                     |
| الناتج المحلي الإجمالي (تعادل القوة الشرائية) بليون دولار | 72.72 مليار                    | 9.07 مليار                     |
| الناتج المحلي الإجمالي الاسمي للفرد دولار أمريكي          | 1.22 ألف                       | 9.48 ألف                       |
| الناتج المحلي الإجمالي للفرد دولار أمريكي                 | 2.97 ألف                       | 16.64 ألف                      |
| مؤشر التنمية البشرية                                      | 0.512                          | 0.714                          |
| رمز المكالمات الدولي                                      | +237                           | +597                           |
| رمز الإنترنت                                              | .cm                            | .sr                            |
| المنطقة الزمنية                                           | توقيت غرب أفريقيا، ت ع م+01:00 | 00                             |

## منظمات دولية مشتركة
يشترك البلدان في عضوية مجموعة من المنظمات الدولية، منها:
| علم المنظمة | اسم المنظمة                                 | تاريخ انضمام الكاميرون | تاريخ انضمام سورينام |
| ----------- | ------------------------------------------- | ---------------------- | -------------------- |
|             | يونسكو                                      | 11 نوفمبر 1960         | 16 يوليو 1976        |
|             | وكالة ضمان الاستثمار متعدد الأطراف          | 7 أكتوبر 1988          | 2 يوليو 2003         |
|             | الأمم المتحدة                               | 20 سبتمبر 1960         | 4 ديسمبر 1975        |
|             | مجموعة دول أفريقيا والكاريبي والمحيط الهادئ | ?                      | ?                    |
|             | الاتحاد البريدي العالمي                     | ?                      | ?                    |
|             | البنك الدولي للإنشاء والتعمير               | 10 يوليو 1963          | 27 يونيو 1978        |
|             | المنظمة الهيدروغرافية الدولية               | ?                      | ?                    |
|             | منظمة التعاون الإسلامي                      | ?                      | ?                    |
|             | منظمة حظر الأسلحة الكيميائية                | ?                      | ?                    |
|             | الاتحاد الدولي للاتصالات                    | 22 ديسمبر 1960         | 15 يوليو 1976        |
|             | مؤسسة التمويل الدولية                       | 1 أكتوبر 1974          | 1 سبتمبر 2011        |
|             | منظمة التجارة العالمية                      | ?                      | ?                    |
|             | منظمة الشرطة الجنائية الدولية               | ?                      | ?                    |

## وصلات خارجية
- موقع وزارة الخارجية الكاميرونية
- موقع وزارة الخارجية السورينامية